# Hockey sur glace aux Jeux olympiques d'hiver de 2010 - Qualifications femmes
Qualification pour le tournoi féminin des Jeux olympiques de 2010.

## Tournois de pré-qualification olympique
Les tournois de pré-qualification olympique opposent les équipes classées de 13 à 21 dans le classement mondial 2008 de l'IIHF. Les deux premières équipes passent aux tournois de qualification olympique.

### Groupe A
Le groupe A se déroule à Liepāja en Lettonie du 2 au 7 septembre 2008.
| Équipe    | PJ | V | VP | DP | D | BP  | BC  | DIFF | PTS |
| --------- | -- | - | -- | -- | - | --- | --- | ---- | --- |
| Slovaquie | 4  | 4 | 0  | 0  | 0 | 105 | 2   | 103  | 12  |
| Lettonie  | 4  | 3 | 0  | 0  | 1 | 53  | 3   | 50   | 9   |
| Italie    | 4  | 2 | 0  | 0  | 2 | 51  | 8   | 43   | 6   |
| Croatie   | 4  | 1 | 0  | 0  | 3 | 31  | 36  | -5   | 3   |
| Bulgarie  | 4  | 0 | 0  | 0  | 4 | 1   | 192 | -191 | 0   |

| 2 septembre 2008 15:30 | Bulgarie  | 0:41 (0:17, 0:12, 0:12) Feuille de match | Italie    | Liepāja Arena, Liepāja Affluence : 45  |
| 2 septembre 2008 19:00 | Slovaquie | 2:0 (2:0, 0:0, 0:0) Feuille de match     | Lettonie  | Liepāja Arena, Liepāja Affluence : 280 |
| 3 septembre 2008 18:00 | Croatie   | 30:1 (8:0, 13:0, 9:1) Feuille de match   | Bulgarie  | Liepāja Arena, Liepāja Affluence : 45  |
| 4 septembre 2008 15:30 | Italie    | 1:3 (1:2, 0:1, 0:0) Feuille de match     | Slovaquie | Liepāja Arena, Liepāja Affluence : 62  |
| 4 septembre 2008 19:00 | Lettonie  | 9:0 (1:0, 3:0, 5:0) Feuille de match     | Croatie   | Liepāja Arena, Liepāja Affluence : 118 |
| 5 septembre 2008 18:00 | Bulgarie  | 0:39 (0:14, 0:11, 0:14) Feuille de match | Lettonie  | Liepāja Arena, Liepāja Affluence : 115 |
| 6 septembre 2008 15:30 | Slovaquie | 82:0 (31:0, 24:0, 27:0) Feuille de match | Bulgarie  | Liepāja Arena, Liepāja Affluence : 37  |
| 6 septembre 2008 19:00 | Italie    | 8:0 (1:0, 4:0, 3:0) Feuille de match     | Croatie   | Liepāja Arena, Liepāja Affluence : 82  |
| 7 septembre 2008 15:00 | Lettonie  | 5:1 (3:0, 1:1, 1:0) Feuille de match     | Italie    | Liepāja Arena, Liepāja Affluence : 114 |
| 7 septembre 2008 18:30 | Croatie   | 1:18 (1:5, 0:9, 0:4) Feuille de match    | Slovaquie | Liepāja Arena, Liepāja Affluence : 41  |

### Groupe B
Le groupe B se déroule à Maribor en Slovénie du 3 au 5 septembre 2008.
| Équipe          | PJ | V | VP | DP | D | BP | BC | DIFF | PTS |
| --------------- | -- | - | -- | -- | - | -- | -- | ---- | --- |
| Norvège         | 3  | 3 | 0  | 0  | 0 | 19 | 2  | 17   | 9   |
| Grande-Bretagne | 3  | 1 | 1  | 0  | 1 | 10 | 7  | 3    | 5   |
| Autriche        | 3  | 1 | 0  | 1  | 1 | 10 | 5  | 5    | 4   |
| Slovénie        | 3  | 0 | 0  | 0  | 3 | 2  | 27 | -25  | 0   |

| 3 septembre 2008 16:00 | Norvège         | 3:1 (1:0, 0:1, 2:0) Feuille de match           | Grande-Bretagne | Dvorana Tabor Ledna Arena, Maribor Affluence : 125 |
| 3 septembre 2008 20:00 | Slovénie        | 0:7 (0:1, 0:4, 0:2) Feuille de match           | Autriche        | Dvorana Tabor Ledna Arena, Maribor Affluence : 250 |
| 4 septembre 2008 16:00 | Autriche        | 0:1 (0:0, 0:1, 0:0) Feuille de match           | Norvège         | Dvorana Tabor Ledna Arena, Maribor Affluence : 120 |
| 4 septembre 2008 20:00 | Slovénie        | 1:5 (0:2, 1:1, 0:2) Feuille de match           | Grande-Bretagne | Dvorana Tabor Ledna Arena, Maribor Affluence : 240 |
| 5 septembre 2008 16:00 | Grande-Bretagne | 4:3 a.p. (1:1, 2:1, 0:1, 1:0) Feuille de match | Autriche        | Dvorana Tabor Ledna Arena, Maribor Affluence : 100 |
| 5 septembre 2008 20:00 | Norvège         | 15:1 (7:0, 5:0, 3:1) Feuille de match          | Slovénie        | Dvorana Tabor Ledna Arena, Maribor Affluence : 200 |

## Tournois de qualification olympique
Les tournois de qualification olympique opposent les équipes classées de 7 à 12 dans le classement mondial 2008 de l'IIHF ainsi que les deux équipes issues des tournois de pré-qualification olympique. Les deux premières équipes à l'issue de ces tournois passent au tournoi olympique.

### Groupe C
Le groupe C s'est déroulé à Bad Tölz en Allemagne du 6 au 9 novembre 2008.
| Équipe     | PJ | V | VP | DP | D | BP | BC | DIFF | PTS |
| ---------- | -- | - | -- | -- | - | -- | -- | ---- | --- |
| Slovaquie  | 3  | 3 | 0  | 0  | 0 | 6  | 1  | 5    | 9   |
| Kazakhstan | 3  | 2 | 0  | 0  | 1 | 9  | 3  | 6    | 6   |
| Allemagne  | 3  | 1 | 0  | 0  | 2 | 8  | 7  | 1    | 3   |
| France     | 3  | 0 | 0  | 0  | 3 | 4  | 16 | -12  | 0   |

| 6 novembre 2008 16:00 | Kazakhstan | 6:1 (1:0, 2:1, 3:0) Feuille de match | France     | Hacker-Pschorr Arena, Bad Tölz Affluence : 70  |
| 6 novembre 2008 19:30 | Allemagne  | 0:2 (0:1, 0:1, 0:0) Feuille de match | Slovaquie  | Hacker-Pschorr Arena, Bad Tölz Affluence : 294 |
| 8 novembre 2008 13:30 | Kazakhstan | 0:1 (0:0, 0:1, 0:0) Feuille de match | Slovaquie  | Hacker-Pschorr Arena, Bad Tölz Affluence : 85  |
| 8 novembre 2008 17:00 | France     | 2:7 (0:1, 0:3, 2:3) Feuille de match | Allemagne  | Hacker-Pschorr Arena, Bad Tölz Affluence : 310 |
| 9 novembre 2008 13:30 | Slovaquie  | 3:1 (1:0, 1:0, 1:1) Feuille de match | France     | Hacker-Pschorr Arena, Bad Tölz Affluence : 54  |
| 9 novembre 2008 17:00 | Allemagne  | 1:3 (1:0, 0:2, 0:1) Feuille de match | Kazakhstan | Hacker-Pschorr Arena, Bad Tölz Affluence : 255 |

### Groupe D
Le groupe D s'est déroulé à Shanghai en Chine du 6 au 9 novembre 2008.
| Équipe   | PJ | V | VP | DP | D | BP | BC | DIFF | PTS |
| -------- | -- | - | -- | -- | - | -- | -- | ---- | --- |
| Chine    | 3  | 3 | 0  | 0  | 0 | 11 | 3  | 8    | 9   |
| Japon    | 3  | 2 | 0  | 0  | 1 | 6  | 5  | 1    | 6   |
| Norvège  | 3  | 0 | 1  | 0  | 2 | 3  | 9  | -6   | 2   |
| Tchéquie | 3  | 0 | 0  | 1  | 2 | 6  | 9  | -3   | 1   |

| 6 novembre 2008 14:30 | Japon              | 3:2 (2:1, 1:1, 1:0) Feuille de match                | République tchèque | S.U.S. Sportkomplex, Shanghai Affluence : 1.500 |
| 6 novembre 2008 18:30 | Chine              | 5:0 (2:0, 2:0, 1:0) Feuille de match                | Norvège            | S.U.S. Sportkomplex, Shanghai Affluence : 3.180 |
| 7 novembre 2008 14:30 | Japon              | 3:1 (1:1, 1:0, 1:0) Feuille de match                | Norvège            | S.U.S. Sportkomplex, Shanghai Affluence : 1.800 |
| 7 novembre 2008 18:30 | République tchèque | 3:4 (1:1, 2:1, 0:2) Feuille de match                | Chine              | S.U.S. Sportkomplex, Shanghai Affluence : 2.200 |
| 9 novembre 2008 14:30 | Norvège            | 2:1 T.F. (1:0, 0:1, 0:0, 0:0, 1:0) Feuille de match | République tchèque | S.U.S. Sportkomplex, Shanghai Affluence : 1.800 |
| 9 novembre 2008 18:30 | Chine              | 2:0 (0:0, 1:0, 1:0) Feuille de match                | Japon              | S.U.S. Sportkomplex, Shanghai Affluence : 2.200 |